# Abisso Landsort

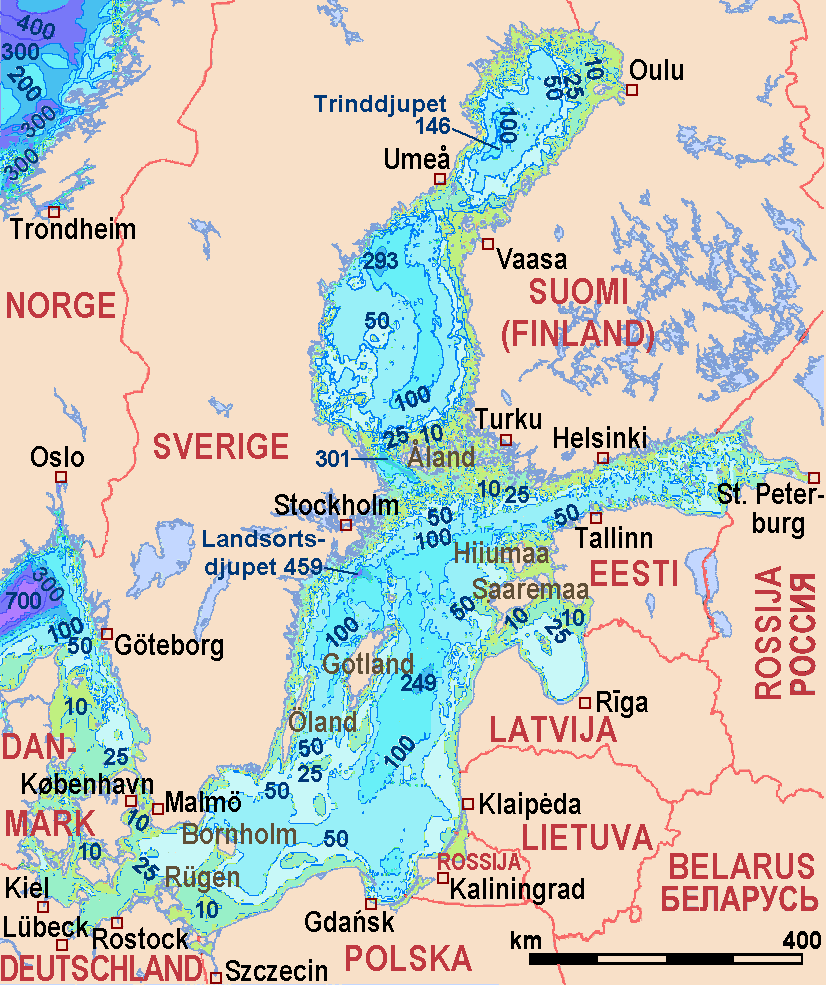
Batimetria del Mar Baltico.

L’abisso Landsort è un abisso marino situato nel Mar Baltico e, con i suoi 456,51 m di profondità, ne costituisce il punto più profondo.

## Localizzazione geografica
L'abisso Landsort si trova 24 km a sudovest dell'antico faro Landsorts fyr sulla punta meridionale dell'isola svedese di Öja (davanti alla penisola di Södertörn), 80 km a nordovest del Capo Harudden nella grande isola svedese di Gotland e 62,9 km a nordovest del Capo Bredsandsudden nella piccola isola svedese di Gotska Sandön dove si trova il Parco nazionale Gotska Sandön.
Fino agli anni 1960 vi venivano gettate scorie radioattive e residui chimici. 
L'abisso è posizionato alle coordinate 58,58°N e 18,23°W.